# Departamento de Control de Sustancias Tóxicas de California
El Departamento de Control de Sustancias Tóxicas de California (o DTSC por sus siglas en inglés) es una agencia del gobierno del estado de California. La agencia supervisa la exposición a los peligrosos y residuos tóxicos, además de la observancia del cumplimiento por las empresas individuales, corporaciones, gobiernos locales y sus organismos y representantes con las normas reglamentos de la protección del medio ambiente. 
El Departamento de Control de Sustancias Tóxicas trabaja en estrecha colaboración con una serie de organismos en el estado y el gobierno federal de Estados Unidos